# Podochilus bancanus
Podochilus bancanus är en orkidéart som beskrevs av Johannes Jacobus Smith. Podochilus bancanus ingår i släktet Podochilus och familjen orkidéer. Inga underarter finns listade i Catalogue of Life.